# أوناي بيلباو
أوناي بيلباو (بالإسبانية: Unai Bilbao) (4 فبراير 1994 ببلباو في إسبانيا - ) هو لاعب كرة قدم إسباني في مركز الدفاع. شارك مع منتخب إسبانيا تحت 17 سنة لكرة القدم. أما مع النوادي، فقد لعب مع أتلتيك بيلباو ب ونادي باراكالدو ونادي باسكونيا.

## وصلات خارجية
- أوناي بيلباو على موقع قاعدة بيانات كرة القدم.إي يو (الإنجليزية)
- أوناي بيلباو على موقع Soccerway.com (الإنجليزية)
- أوناي بيلباو على موقع عالم كرة القدم.نت (الإنجليزية)
- أوناي بيلباو على موقع AS.com (الإسبانية)